# Eitri
 (mai 2024).
Si vous disposez d'ouvrages ou d'articles de référence ou si vous connaissez des sites web de qualité traitant du thème abordé ici, merci de compléter l'article en donnant les références utiles à sa vérifiabilité et en les liant à la section « Notes et références ».
 Eitri (ou Sindri) est un nain de la mythologie nordique. Il a pour frère Brokk.
Quand Loki eut la chevelure d’or de Sif, le bateau merveilleux de Freyr, Skidbladnir, et l’épieu d’Odin, Gungnir, tous réalisés par les fils d'Ivaldi, il paria avec Brokk sa propre tête que Eitri ne serait pas capable de fabriquer d’autres attributs aussi valables que ceux-là.
Eitri se mit à travailler dans sa forge tandis que Brokk actionnait les soufflets, mais une mouche (quelquefois supposée être Loki lui-même) rentra et commença à piquer Brokk, tentant de le détourner de sa tâche et de ruiner les objets.
Eitri réussit pourtant à forger l’anneau d’or Draupnir, et Gullinbursti étant le sanglier tirant le char de Freyr, ainsi que Mjöllnir, le marteau du dieu Thor, une réussite même si son manche fut forgé plus court que prévu. Brokk et Sindri remportèrent donc leur pari.

## Apparitions dans d'autres médias

### Cinéma
Au sein de l'Univers cinématographique Marvel, Eitri est un personnage secondaire joué par l'acteur Peter Dinklage, essentiellement vu dans le film Avengers: Infinity War. Vivant sur Nidavellir (planète lointaine dans le lore du MCU), il est l'artisan qui forgea, sous la menace de Thanos de tuer ses frères, le gantelet des Pierres de l'Infini. Ce dernier lui scella les mains comme acte exemplaire de sa cruauté, ce qui n'empêcha pas Eitri d'aider Thor à réactiver la forge et à raviver le cœur de l’étoile à neutrons et ainsi forger Stormbreaker (hache redoutable capable de renforcer les capacités physiques et/ou méta-physiques de son porteur et même d'invoquer le Bifröst).